# えのしま・ふじさわポータルサイト
えのしま・ふじさわポータルサイトは、藤沢市とNPOが協働運営する地域情報ポータルサイト。愛称「えのぽ」。
「江の島・藤沢ポータルサイト」と表記する場合もある。

## 沿革
藤沢市の公式ウェブサイトは、かつて「電縁都市ふじさわ」という名称であったが、それとは別に民間情報も含めたポータルサイトも必要であるとの考えから開設された。

### 年表
- 2004年（平成16年）7月1日：藤沢市が「えのしま・ふじさわポータルサイト」として開設[1][5][6][7]。
- 2007年（平成19年）4月：特定非営利活動法人湘南ふじさわシニアネットが協働事業パートナーとなる[1][7]。
- 2010年（平成22年）4月：湘南ふじさわシニアネットが事業主体となり、藤沢市と協働運営[7]。
- 2011年（平成23年）4月：ウェブサイトのリニューアルに伴い、URLをhttp://e-comm.cityfujisawa.ne.jp/[8]からhttp://www.enopo.jp/に変更[1]。
- 2014年（平成26年）5月：一般社団法人日本経営協会が主催する第6回「協働まちづくり表彰」で優秀賞を受賞[9][10][11]。
- 2015年（平成27年）12月24日 - 2016年（平成28年）1月 : コンテンツマネージメントシステム（CMS）のJoomla!とPHPの脆弱性をサイバー攻撃され、外部にスパムメールを大量に送信された[12]。